# Erysiphe diffusa
Erysiphe diffusa är en svampart som först beskrevs av Cooke & Peck, och fick sitt nu gällande namn av U. Braun & S. Takam. 2000. Erysiphe diffusa ingår i släktet Erysiphe och familjen Erysiphaceae.   Inga underarter finns listade i Catalogue of Life.